# Bauerbach (Grabfeld)
Bauerbach ist seit dem 1. Januar 2012 ein Ortsteil der Gemeinde Grabfeld. Der Ort liegt südlich von Meiningen in Thüringen, in der Nähe der Grenze zu Bayern. Bis zu ihrer Eingemeindung gehörte die Gemeinde der Verwaltungsgemeinschaft Salzbrücke an.
Bekannt geworden ist dieser Ort vor allem als Zufluchtsstätte für Friedrich Schiller, der als „Dr. Ritter“, vom 7. Dezember 1782 bis zum 24. Juni 1783 im damaligen wolzogenschen Gutshof Asyl fand.

## Geographie
Bauerbach liegt inmitten einer Hügellandschaft am Übergang von der Rhön zum Grabfeld im thüringischen Teil der Region Franken.

## Geschichte
Bauerbach wurde erstmals 887 erwähnt. Zu dieser Zeit war der Ort eine Grundherrschaft des Klosters Fulda. 1297 wurde der Ort von den Grafen von Henneberg an den Adel verkauft und entwickelte sich dadurch zu einem der typischen reichsritterschaftlichen Dörfer der Gegend.

### Frühe Neuzeit
Bauerbach war von 1671 bis 1682 von Hexenverfolgungen betroffen: Fünf Frauen und zwei Männer gerieten in Hexenprozesse. Barbara Katzenberger, eine alte Frau, wurde in einem Hexenprozess enthauptet, dann verbrannt. Ihre beiden Enkel Hans Valentin Katzenberger (12 Jahre) und Maria Dorothea Völler (9 Jahre) wurden ausgepeitscht.
Von 1697 bis 1853 hatten die von Wolzogen das Gut inne.
Besondere Bedeutung erlangte der Ort 1782/1783, als Friedrich Schiller auf der Flucht vor dem württembergischen Herzog Carl Eugen auf dem Gutshof der Familie Wolzogen für ein halbes Jahr als Dr. Ritter Unterschlupf fand. Die Familie hatte er durch seinen Kameraden Wilhelm von Wolzogen an der als Militärakademie dienenden Hohen Karlsschule in Stuttgart kennengelernt. Dessen Mutter, Henriette von Wolzogen, die im Gutshaus in Bauerbach wohnte, fand Gefallen an den literarischen Talenten des jungen Schiller und hatte ihm schon früher die Unterkunft im Fall einer Gefahr angeboten. Bei seinen heimlichen Besuchen in Meiningen lernte er den Hofbibliothekar Wilhelm Reinwald kennen, der ihn mit Büchern versorgte und später Schillers Schwester Christophine heiratete. In Bauerbach schrieb er an seinen Werken Kabale und Liebe und Don Carlos. Auch strebte er eine Heirat mit der Tochter des Hauses, Charlotte von Wolzogen, an, was wegen seiner ungesicherten Existenz chancenlos war. Er verließ Bauerbach am 24. Juli 1783.

### Jüdische Gemeinde
Bis zur Mitte des 19. Jahrhunderts hatten sich im Ort viele jüdische Familien niedergelassen, die bis zu ein Drittel der Einwohner ausmachten. Sie legten einen jüdischen Friedhof auf einer Anhöhe außerhalb des Ortes an, der mit seinen 365 erhaltenen Grabsteinen zu den größten in Südthüringen zählt.
Zu Beginn der Zeit des Nationalsozialismus 1933 lebten noch elf jüdische Bürger in Bauerbach. Sie emigrierten oder wurden Opfer der NS-Vernichtungspolitik. Beim Novemberpogrom 1938 schändeten SA-Männer den Friedhof. Die Synagoge an der Hauptstraße 58 entging der Vernichtung, weil sie 1937 „arisiert“ und zum Wohnhaus umgebaut worden war.

### 20. und 21. Jahrhundert
Während des Zweiten Weltkriegs mussten 13 Frauen und Männer aus Polen, Serbien und der Ukraine auf Bauernhöfen Zwangsarbeit verrichten.
Im Jahr 1959, zum 200. Geburtstag Schillers, wurde das Arbeiter- und Bauerntheater Friedrich Schiller gegründet, das vorrangig Schiller-Stücke in einem Naturtheater am Ortsrand aufführt. Seit 1990 wird es von den 130 Mitgliedern des gemeinnützigen Vereins Dorftheater „Friedrich Schiller“ Bauerbach e. V. betrieben und von professionellen Regisseuren geleitet.
Anlässlich des 230. Jahrestages der Ankunft Schillers in Bauerbach gründete sich zusätzlich am 7. Dezember 2012 ein „Schillerverein“. Dies geschah in Anlehnung an den schon 100 Jahre zuvor gegründeten Schillerverein, der allerdings 1934 mit dem Erwerb des Schillerhauses durch die Klassik Stiftung Weimar an Bedeutung verloren hatte. Ziel des Verein ist es, das kulturelle Erbe Schillers, das bis heute im Ort noch zu spüren ist, zu erhalten und zu beleben. Der Verein kooperiert vor allem mit den anderen existierenden Vereinen des Ortes und des gesamten Grabfeldes sowie überregional mit einzelnen Ortschaften und Stiftungen.
Am 1. Januar 2012 verlor die Gemeinde ihre politische Selbstständigkeit und wurde nach Grabfeld eingemeindet. Letzte Bürgermeisterin war Rosemarie Fickel von den Freien Wählern.

### Einwohnerentwicklung
Entwicklung der Einwohnerzahl (31. Dezember):
| - 1994: 342 - 1995: 333 - 1996: 328 - 1997: 320 - 1998: 311 - 1999: 304 | - 2000: 307 - 2001: 302 - 2002: 307 - 2003: 292 - 2004: 291 - 2005: 283 | - 2006: 277 - 2007: 271 - 2008: 266 - 2009: 270 - 2010: 252 - 2011: ? | - 2012: ? - 2013: ? - 2014: ? - 2015: 267 |

Datenquelle: Thüringer Landesamt für Statistik

## Politik
Der Gemeinderat setzte sich vor der Eingemeindung aus 4 Mitgliedern der Freien Wählervereinigung Bauerbach und 2 Mitgliedern der Sportgemeinschaft Bauerbach zusammen.
Der Ortsteilrat Bauerbach setzt sich seitdem aus fünf Ratsfrauen und Ratsherren zusammen. Ortsteilbürgermeisterin ist Rosemarie Fickel.

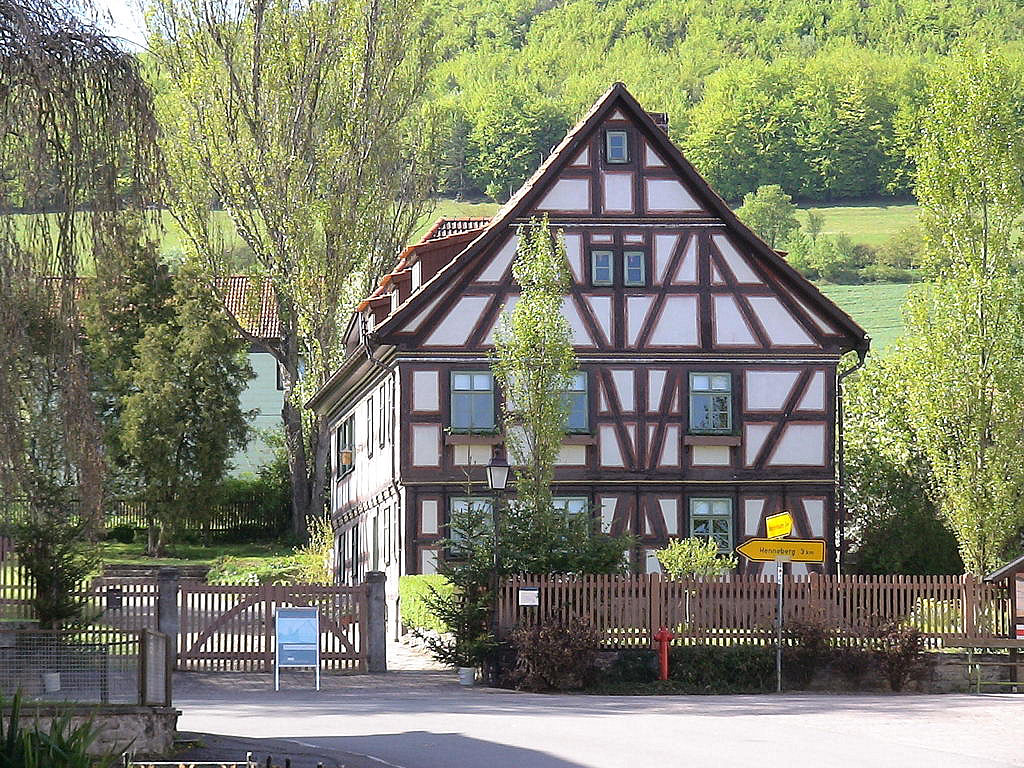
Schillerhaus

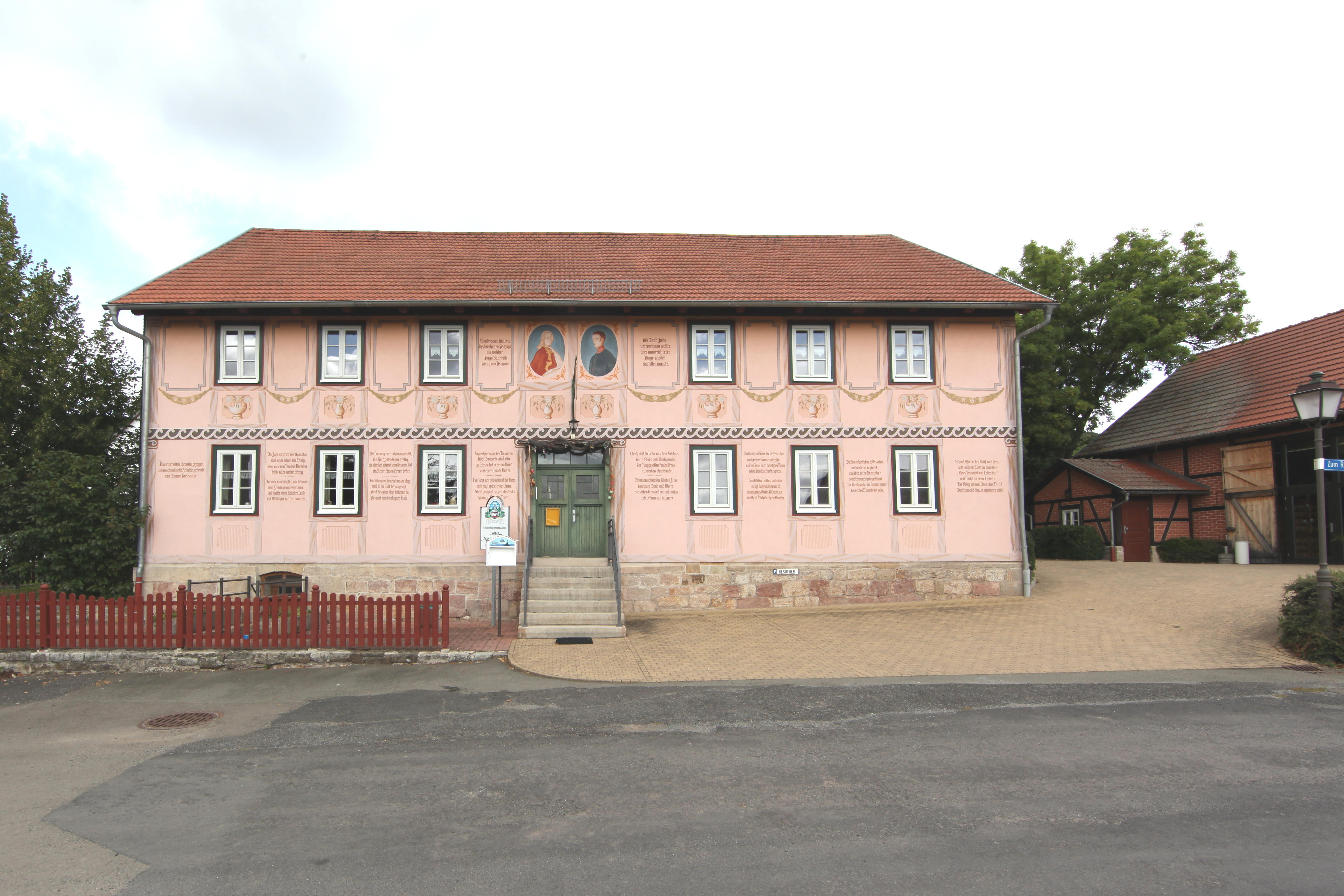
Gasthof Zum braunen Roß

## Kultur und Sehenswürdigkeiten
- Neben dem bereits erwähnten Naturtheater gibt es in Bauerbach ein Schillermuseum im ehemaligen Wohnhaus des Dichters, das in einem ansehnlichen Fachwerkhaus untergebracht ist.[7]
- Der Gasthof Zum braunen Roß blieb aus Schillers Zeiten erhalten. Das Gasthaus wurde 1992 saniert, nebenan wurde eine Theaterscheune eingerichtet.
- Die Evangelische Kirche wurde 1839 bis 1841 nach Entwürfen von A. W. Döbner errichtet.[8] Der neugotische Saalbau mit Dachreiter steht auf den Fundamenten eines Vorgängerbaus und wurde 1997 mit Unterstützung der Deutschen Stiftung Denkmalschutz saniert.[9]
- Der jüdische Friedhof entstand im 17./18. Jahrhundert.

## Verkehr
Bauerbach liegt etwa acht Kilometer von der Autobahnabfahrt Meiningen Süd der A71 entfernt. Außerdem ist Bauerbach über das an der Landesstraße L3019 gelegene Henneberg erreichbar.